# Katar a 2016. évi nyári olimpiai játékokon
Katar a brazíliai Rio de Janeiróban megrendezett 2016. évi nyári olimpiai játékok egyik részt vevő nemzete volt. Az országot az olimpián 10 sportágban 37 sportoló képviselte, akik összesen 1 érmet szereztek.

## Érmesek
| Érem  | Versenyző          | Sportág  | Versenyszám      |
| ----- | ------------------ | -------- | ---------------- |
| Ezüst | Mutazz Ísza Barsim | Atlétika | Férfi magasugrás |

## Asztalitenisz
Férfi
| Versenyző | Versenyszám | Selejtező         | 64-es főtábla     | 48-as főtábla                                    | 32-es főtábla                                                       | Nyolcaddöntő      | Negyeddöntő       | Elődöntő          | Döntő             | Helyezés |
| Versenyző | Versenyszám | Ellenfél Eredmény | Ellenfél Eredmény | Ellenfél Eredmény                                | Ellenfél Eredmény                                                   | Ellenfél Eredmény | Ellenfél Eredmény | Ellenfél Eredmény | Ellenfél Eredmény | Helyezés |
| --------- | ----------- | ----------------- | ----------------- | ------------------------------------------------ | ------------------------------------------------------------------- | ----------------- | ----------------- | ----------------- | ----------------- | -------- |
| Li Ping   | Egyes       | erőnyerő          | erőnyerő          | Pattantyús Ádám (HUN) · 13–11, 11–3, 13–11, 11–3 | Dimitrij Ovtcharov (GER) · 11–8, 4–11, 9–11, 11–7, 5–11, 11–9, 9–11 | kiesett           | kiesett           | kiesett           | kiesett           | 17.      |

## Atlétika
Férfi
| Versenyző        | Versenyszám | Selejtező | Selejtező | Selejtező | Előfutam | Előfutam | Előfutam | Elődöntő | Elődöntő | Elődöntő | Döntő   | Döntő    |
| Versenyző        | Versenyszám | Idő       | Hely.     | Össz.     | Idő      | Hely.    | Össz.    | Idő      | Hely.    | Össz.    | Idő     | Helyezés |
| ---------------- | ----------- | --------- | --------- | --------- | -------- | -------- | -------- | -------- | -------- | -------- | ------- | -------- |
| Femi Ogunode     | 100 m       | kiemelt   | kiemelt   | kiemelt   | 10,28    | 5.       | 37.*     | kiesett  | kiesett  | kiesett  | kiesett | kiesett  |
| Femi Ogunode     | 200 m       |           |           |           | 20,36    | 4.       | 23.      | kiesett  | kiesett  | kiesett  | kiesett | kiesett  |
| Abdalelah Haroun | 400 m       |           |           |           | 45,76    | 2.       | 25.      | 46,66    | 7.       | 23.      | kiesett | kiesett  |
| Abubaker Haydar  | 800 m       |           |           |           | 1:47,81  | 5.       | 28.      | kiesett  | kiesett  | kiesett  | kiesett | kiesett  |

| Versenyző            | Versenyszám   | Selejtező | Selejtező | Döntő    | Döntő    |
| Versenyző            | Versenyszám   | Eredmény  | Helyezés  | Eredmény | Helyezés |
| -------------------- | ------------- | --------- | --------- | -------- | -------- |
| Mutazz Ísza Barsim   | Magasugrás    | 229 cm    | 1.**      | 236 cm   |          |
| Amgad Elseify Ashraf | Kalapácsvetés | 73,47 m   | 12.       | 75,46 m  | 6.       |
| Ahmed Bader          | Gerelyhajítás | 77,19 m   | 30.       | kiesett  | kiesett  |

Női
| Dalal Al-Harith | 400 m |  |  |  | 1:07,12 | 7. | 52. | kiesett | kiesett | kiesett | kiesett | kiesett |

* - két másik versenyzővel azonos eredményt ért el

** - három másik versenyzővel azonos eredményt ért el

## Cselgáncs
Férfi
| Versenyző     | Versenyszám | Selejtező         | 32-es főtábla                          | Nyolcaddöntő      | Negyeddöntő       | Elődöntő          | Vigaszág elődöntő | Bronz- mérkőzés   | Döntő             | Helyezés |
| Versenyző     | Versenyszám | Ellenfél Eredmény | Ellenfél Eredmény                      | Ellenfél Eredmény | Ellenfél Eredmény | Ellenfél Eredmény | Ellenfél Eredmény | Ellenfél Eredmény | Ellenfél Eredmény | Helyezés |
| ------------- | ----------- | ----------------- | -------------------------------------- | ----------------- | ----------------- | ----------------- | ----------------- | ----------------- | ----------------- | -------- |
| Morad Zemouri | Könnyűsúly  | erőnyerő          | Dirk Van Tichelt (BEL) · 000(0)–100(0) | kiesett           | kiesett           | kiesett           |                   |                   |                   | 17.      |

## Kézilabda

### Férfi
| Katari férfi kézilabdacsapat-játékoskeret | Katari férfi kézilabdacsapat-játékoskeret                                                                              |
| --- | --- |
| - Bassel Al-Rayes - Mustafa Alsaltialkrad - Marko Bagarić - Rafael Capote - Haszan Mabrúk - Kamal Aldin Mallash - Žarko Marković - Nasreddine Megdich | - Eldar Memišević - Abdulrazzaq Murad - Bertrand Roiné - Danijel Šarić - Goran Stojanović - Borja Vidal - Ameen Zakkar |

#### Eredmények
Csoportkör
A csoport
| Hely. | Csapat              | M | Gy | D | V | G+  | G–  | Gk  | P | Továbbjutás |
| ----- | ------------------- | - | -- | - | - | --- | --- | --- | - | ----------- |
| 1.    | Horvátország (CRO)  | 5 | 4  | 0 | 1 | 147 | 134 | +13 | 8 | Negyeddöntő |
| 2.    | Franciaország (FRA) | 5 | 4  | 0 | 1 | 152 | 126 | +26 | 8 | Negyeddöntő |
| 3.    | Dánia (DEN)         | 5 | 3  | 0 | 2 | 136 | 127 | +9  | 6 | Negyeddöntő |
| 4.    | Katar (QAT)         | 5 | 2  | 1 | 2 | 122 | 127 | −5  | 5 | Negyeddöntő |
| 5.    | Argentína (ARG)     | 5 | 1  | 0 | 4 | 110 | 126 | −16 | 2 |             |
| 6.    | Tunézia (TUN)       | 5 | 0  | 1 | 4 | 118 | 145 | −27 | 1 |             |

1. 1 2  Hotvátország 29–28 Franciaország

| 2016. augusztus 7. 9:30 (14:30) | Horvátország (CRO) | 23–30       | Katar (QAT) | Future Arena, Rio de Janeiro Játékvezetők: Raluy, Sabroso Ramírez (ESP) |
| 2016. augusztus 7. 9:30 (14:30) | Štrlek 5           | (8–15)      | Marković 10 | Future Arena, Rio de Janeiro Játékvezetők: Raluy, Sabroso Ramírez (ESP) |
| 2016. augusztus 7. 9:30 (14:30) | 5× 3×              | Jegyzőkönyv | 6× 1×       | Future Arena, Rio de Janeiro Játékvezetők: Raluy, Sabroso Ramírez (ESP) |

| 2016. augusztus 9. 9:30 (14:30) | Katar (QAT)     | 20–35       | Franciaország (FRA) | Future Arena, Rio de Janeiro Játékvezetők: Horáček, Novotný (CZE) |
| 2016. augusztus 9. 9:30 (14:30) | három játékos 4 | (13–16)     | Abalo 7             | Future Arena, Rio de Janeiro Játékvezetők: Horáček, Novotný (CZE) |
| 2016. augusztus 9. 9:30 (14:30) | 4× 2×           | Jegyzőkönyv | 3× 3×               | Future Arena, Rio de Janeiro Játékvezetők: Horáček, Novotný (CZE) |

| 2016. augusztus 11. 09:30 (14:30) | Tunézia (TUN) | 25–25       | Katar (QAT) | Future Arena, Rio de Janeiro Játékvezetők: Gjeding, Hansen (DEN) |
| 2016. augusztus 11. 09:30 (14:30) | Boughanmi 8   | (12–11)     | Capote 12   | Future Arena, Rio de Janeiro Játékvezetők: Gjeding, Hansen (DEN) |
| 2016. augusztus 11. 09:30 (14:30) | 6× 2×         | Jegyzőkönyv | 5× 2×       | Future Arena, Rio de Janeiro Játékvezetők: Gjeding, Hansen (DEN) |

| 2016. augusztus 13. 14:40 (19:40) | Dánia (DEN) | 26–25       | Katar (QAT) | Future Arena, Rio de Janeiro Játékvezetők: Rashed, El-Sayed (EGY) |
| 2016. augusztus 13. 14:40 (19:40) | Svan 7      | (14–14)     | Marković 7  | Future Arena, Rio de Janeiro Játékvezetők: Rashed, El-Sayed (EGY) |
| 2016. augusztus 13. 14:40 (19:40) | 5× 4×       | Jegyzőkönyv | 3× 3×       | Future Arena, Rio de Janeiro Játékvezetők: Rashed, El-Sayed (EGY) |

| 2016. augusztus 15. 21:50 (02:50) | Katar (QAT)         | 22–18       | Argentína (ARG) | Future Arena, Rio de Janeiro Játékvezetők: López, Ramírez (ESP) |
| 2016. augusztus 15. 21:50 (02:50) | Capote, Memišević 4 | (12–9)      | Simonet 5       | Future Arena, Rio de Janeiro Játékvezetők: López, Ramírez (ESP) |
| 2016. augusztus 15. 21:50 (02:50) | 4× 2×               | Jegyzőkönyv | 4× 4×           | Future Arena, Rio de Janeiro Játékvezetők: López, Ramírez (ESP) |

Negyeddöntő
| 2016. augusztus 17. 13:30 (18:30) | Németország (GER) | 34–22       | Katar (QAT) | Future Arena, Rio de Janeiro Játékvezetők: Lah, Sok (SLO) |
| 2016. augusztus 17. 13:30 (18:30) | három játékos 5   | (16–12)     | Capote 9    | Future Arena, Rio de Janeiro Játékvezetők: Lah, Sok (SLO) |
| 2016. augusztus 17. 13:30 (18:30) | 5× 3×             | Jegyzőkönyv | 1× 3×       | Future Arena, Rio de Janeiro Játékvezetők: Lah, Sok (SLO) |

| Csapat      | Helyezés |
| ----------- | -------- |
| Katar (QAT) | 8.       |

## Lovaglás
Díjugratás
| Versenyző                                                                  | Ló                                      | Versenyszám | Selejtező | Selejtező | Selejtező | Selejtező | Selejtező | Selejtező | Selejtező | Selejtező | Döntő   | Döntő   | Döntő   | Végeredmény | Végeredmény |
| Versenyző                                                                  | Ló                                      | Versenyszám | 1. kör    | 1. kör    | 2. kör    | 2. kör    | 2. kör    | 3. kör    | 3. kör    | 3. kör    | 1. kör  | 1. kör  | 2. kör  | Végeredmény | Végeredmény |
| Versenyző                                                                  | Ló                                      | Versenyszám | Bünt.     | Hely.     | Bünt.     | Össz.     | Hely.     | Bünt.     | Össz.     | Hely.     | Bünt.   | Hely.   | Bünt.   | Bünt.       | Helyezés    |
| -------------------------------------------------------------------------- | --------------------------------------- | ----------- | --------- | --------- | --------- | --------- | --------- | --------- | --------- | --------- | ------- | ------- | ------- | ----------- | ----------- |
| Sheikh Ali Al-Thani                                                        | First Devision                          | Egyéni      | 0         | 1.        | 4         | 4         | 15.       | 1         | 5         | 13.       | 0       | 1.      | 0+8     | 8           | 6.          |
| Ali Al-Rumaihi                                                             | Gunder                                  | Egyéni      | 1         | 25.       | 1         | 2         | 14.       | 2         | 4         | 7.        | 4       | 16.     | 1       | 5           | 16.         |
| Hamad Al-Attiyah                                                           | Appagino 2                              | Egyéni      | 8         | 53.       | 5         | 13        | 50.       | kiesett   | kiesett   | kiesett   | kiesett | kiesett | kiesett | kiesett     | kiesett     |
| Bassem Hassan Mohammed                                                     | Dejavu                                  | Egyéni      | 4         | 27.       | 4         | 8         | 30.       | 5         | 13        | 33.       | 8       | 28.     | kiesett | 8           | 28.         |
| Sheikh Ali Al-Thani Ali Al-Rumaihi Hamad Al-Attiyah Bassem Hassan Mohammed | First Devision Gunder Appagino 2 Dejavu | Csapat      |           |           |           |           |           |           |           |           | 9       | 9.      | kiesett | kiesett     | kiesett     |

## Ökölvívás
Férfi
| Versenyző             | Versenyszám  | Selejtező                           | Nyolcaddöntő      | Negyeddöntő       | Elődöntő          | Döntő             | Helyezés |
| Versenyző             | Versenyszám  | Ellenfél Eredmény                   | Ellenfél Eredmény | Ellenfél Eredmény | Ellenfél Eredmény | Ellenfél Eredmény | Helyezés |
| --------------------- | ------------ | ----------------------------------- | ----------------- | ----------------- | ----------------- | ----------------- | -------- |
| Hakan Erşeker         | Könnyűsúly   | Xurshid Tojibaev (UZB) · 0-3        | kiesett           | kiesett           | kiesett           | kiesett           | 17.      |
| Thulasi Tharumalingam | Kisváltósúly | Baatarsükhiin Chinzorig (MGL) · 0-3 | kiesett           | kiesett           | kiesett           | kiesett           | 17.      |

## Röplabda

### Strandröplabda

#### Férfi
| Versenyző                          | Csoportkör | Csoportkör | 16 közé jutásért  | Nyolcaddöntő                                                                          | Negyeddöntő       | Elődöntő          | Döntő             | Helyezés |
| Versenyző                          | Ellenfél Eredmény | Hely.      | Ellenfél Eredmény | Ellenfél Eredmény                                                                     | Ellenfél Eredmény | Ellenfél Eredmény | Ellenfél Eredmény | Helyezés |
| ---------------------------------- | --- | ---------- | ----------------- | ------------------------------------------------------------------------------------- | ----------------- | ----------------- | ----------------- | -------- |
| Cherif Younousse Jefferson Pereira | F csoport · Egyesült Államok (USA) · Jake Gibb · Casey Patterson · 16–21, 16–21 · Spanyolország (ESP) · Adrián Gavira · Pablo Herrera · 13–21, 21–18, 15–12 · Ausztria (AUT) · Alexander Huber · Robin Seidl · 18–21, 21–19, 15–12 | 2.         |                   | Oroszország (RUS) · Vjacseszlav Kraszilnyikov · Konsztantyin Szemjonov · 13–21, 13–21 | kiesett           | kiesett           | kiesett           | 9.       |

## Sportlövészet
Férfi
| Versenyző        | Versenyszám | Selejtező | Selejtező | Elődöntő | Elődöntő | Döntő   | Döntő    |
| Versenyző        | Versenyszám | Pont      | Helyezés  | Pont     | Helyezés | Pont    | Helyezés |
| ---------------- | ----------- | --------- | --------- | -------- | -------- | ------- | -------- |
| Nászer el-Attija | Skeet       | 111       | 31.       | kiesett  | kiesett  | kiesett | kiesett  |
| Rásid Hamad      | Skeet       | 109       | 32.       | kiesett  | kiesett  | kiesett | kiesett  |

## Súlyemelés
Férfi
| Versenyző     | Versenyszám | Szakítás | Szakítás | Lökés    | Lökés    | Összesen | Helyezés |
| Versenyző     | Versenyszám | Eredmény | Helyezés | Eredmény | Helyezés | Összesen | Helyezés |
| ------------- | ----------- | -------- | -------- | -------- | -------- | -------- | -------- |
| Fares Ibrahim | 85 kg       | 158      | 10.      | 203      | 6.       | 361      | 7.       |

## Úszás
Férfi
| Versenyző        | Versenyszám | Előfutam | Előfutam | Előfutam | Elődöntő | Elődöntő | Elődöntő | Döntő   | Döntő    |
| Versenyző        | Versenyszám | Idő      | Hely.    | Össz.    | Idő      | Hely.    | Össz.    | Idő     | Helyezés |
| ---------------- | ----------- | -------- | -------- | -------- | -------- | -------- | -------- | ------- | -------- |
| Noah Al-Khulaifi | 100 m hát   | 1:07,47  | 7.       | 39.      | kiesett  | kiesett  | kiesett  | kiesett | kiesett  |

Női
| Versenyző | Versenyszám    | Előfutam | Előfutam | Előfutam | Elődöntő | Elődöntő | Elődöntő | Döntő   | Döntő    |
| Versenyző | Versenyszám    | Idő      | Hely.    | Össz.    | Idő      | Hely.    | Össz.    | Idő     | Helyezés |
| --------- | -------------- | -------- | -------- | -------- | -------- | -------- | -------- | ------- | -------- |
| Nada Vafa | 100 m pillangó | 1:18,86  | 5.       | 44.      | kiesett  | kiesett  | kiesett  | kiesett | kiesett  |